# 瓦尔特·亨利·汉南
瓦尔特·亨利·汉南（英語：Walter Henry Hannam，1885年—1965年），澳大利亚的无线实验者，是澳大利亚无线研究所的创始成员，是澳大利亚南极探险队的无线操作员和机械师，是第一次世界大战中ANZAC无线公司的成员，是1920年代业余无线电的不懈倡导者。